# Orzesze Zawiść
Orzesze Zawiść – nieczynny przystanek kolejowy w Orzeszu, w województwie śląskim, w Polsce.